# Phractocephalus hemioliopterus
Il pesce gatto dalla coda rossa (Phractocephalus hemioliopterus (Bloch & Schneider, 1801)), è un pesce gatto pimelodide (caratterizzati dai lunghi baffi). In Venezuela è noto come cajaro, e in Brasile è noto come pirarara, nome derivante dalle parole in lingua tupi pirá e arara. È l'unica specie esistente del genere Phractocephalus. Questo pesce è molto comune e apprezzato nel commercio come pesce d'acquari, anche se le sue enormi dimensioni da adulto lo rendono inadatto a ai neofiti, e accessibile solo a chi possiede grandi acquari.

## Descrizione

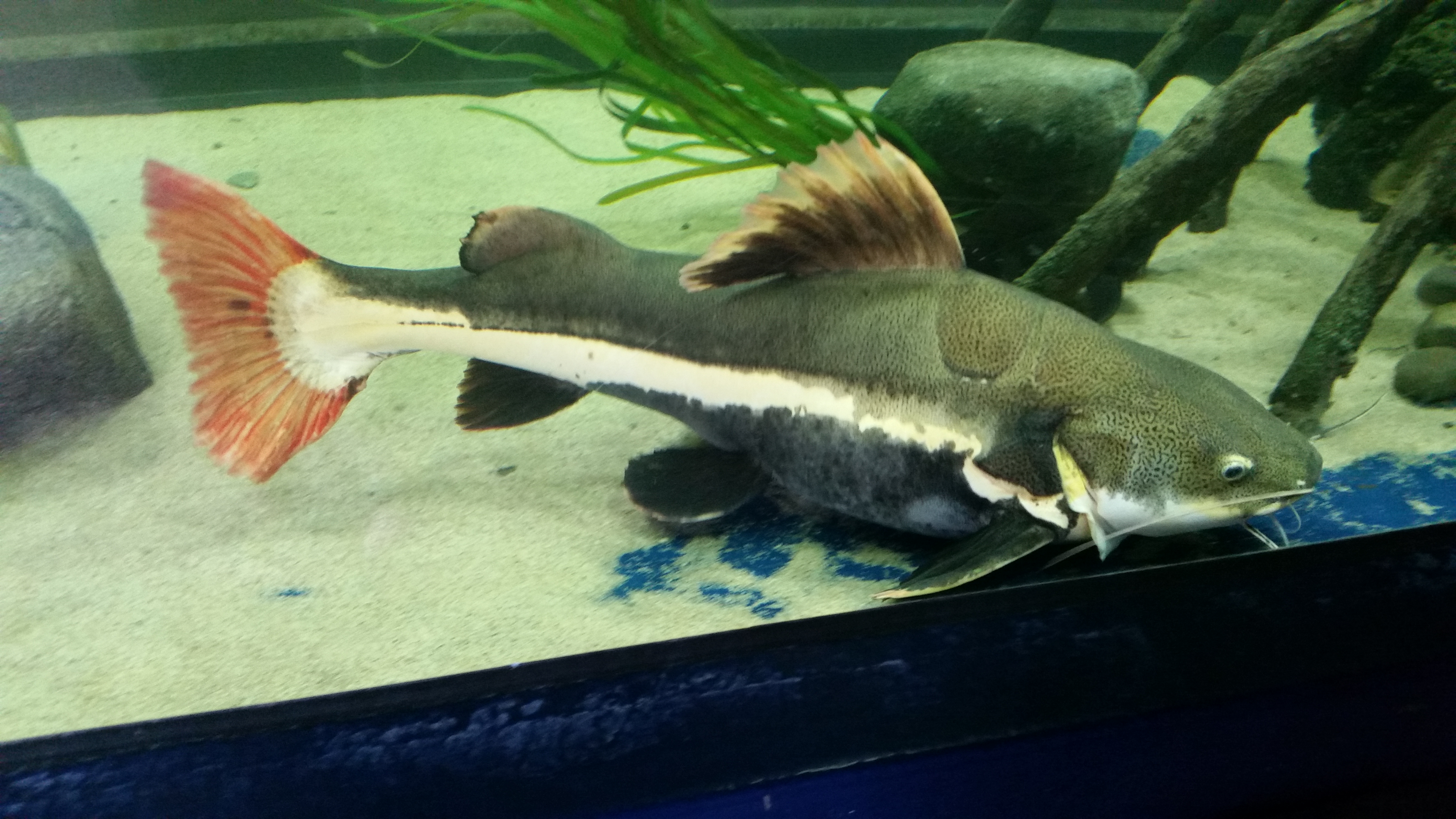
P. hemioliopterus

Le dimensioni massime raggiungibili da un pesce gatto dalla coda rossa sono di circa i 1,8 metri (5 piedi e 11 pollici) di lunghezza, per un peso di circa 80 kg (180 libbre). Tuttavia, queste dimensioni sono eccezionalmente rare e la maggior parte degli esemplari raramente si avvicina a tali dimensioni. La lunghezza media di questi pesci è di 1,1-1,4 metri (3,5-4,5 piedi). Hanno una colorazione brunastra sul dorso, con ventre e strisce laterali posteriori più chiare, mentre le pinne caudali e dorsali sono rosso-arancione (da cui prende il nome comune). Come tutti i pesci gatti pimelodidi possiede un paio di baffi sulla mascella e due paia sulla mandibola.

## Distribuzione e habitat
Il pesce gatto dalla coda rossa è originario dei bacini fluviali dell'Amazzonia, Orinoco ed Essequibo del Sud America, in Ecuador, Venezuela, Guyana, Colombia, Perù, Suriname, Bolivia e Brasile. Si trova solo nell'acqua dolce e abita fiumi, torrenti e laghi.

## Tassonomia

### Specie fossili
Sebbene il pesce gatto dalla coda rossa sia l'unico rappresentante vivente del genere Phractocephalus, ci sono altre specie che risalgono al Miocene superiore e sono note solo da resti fossili. La specie P. nassi venne descritta nel 2003, dalla Formazione Urumaco a Urumaco, Venezuela. Un'altra specie fossile, P. acreornatus, è stata ritrovata nella Formazione Solimões, Acre, Brasile. Essendo comparso nel Miocene, questo genere ha un'età minima di circa 13,5 milioni di anni.

## Interazioni con l'uomo
A causa delle grandi dimensioni che può raggiungere, il pesce gatto dalla coda rossa è considerato un pesce da pesca sportiva dai pescatori. L'attuale record mondiale IGFA per il peso massimo di un esemplare pescato appartiene al brasiliano Gilberto Fernandes, con un esemplare di 56 kg (123 libbre).
Si dice che gli indigeni non mangino la carne del pesce gatto dalla coda rossa perché di colore nero.
In Thailandia è una specie aliena introdotta dall'uomo, come il pleco comune, la tilapia zebrata e il luccio alligatore. Questo pesce è temuto in alcuni luoghi perché si crede sia il responsabile di alcuni misteriosi annegamenti di molti dei passeggeri a bordo della nave passeggeri Sobral Santos quando questa affondò.

### Acquariofilia

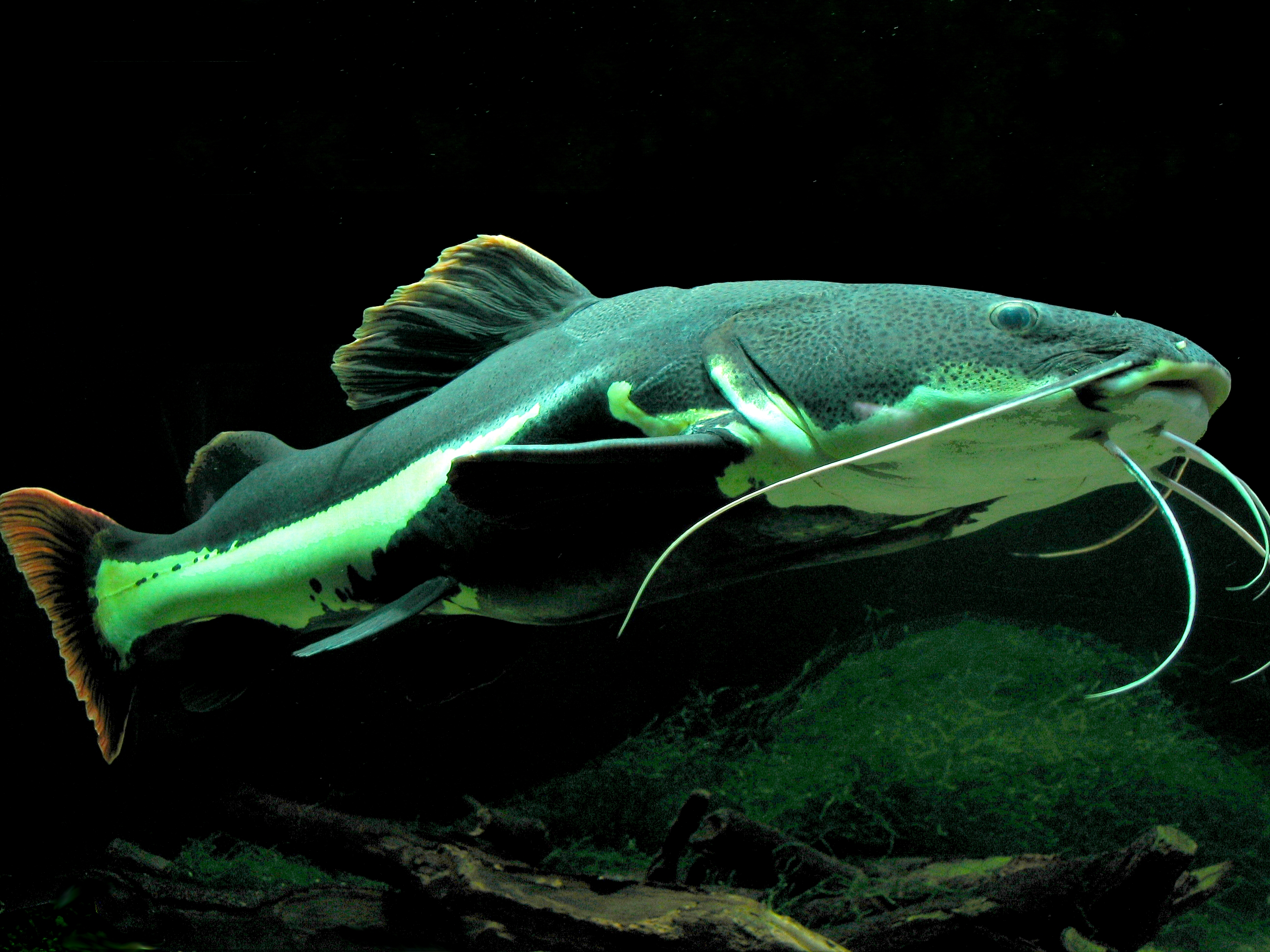
Phractocephalus hemioliopterus in un acquario

Il pesce gatto dalla coda rossa è un pesce estremamente popolare nelle mostre a tema amazzonico negli acquari pubblici, dove sono spesso ospitati con altri pesci di grandi dimensioni, come Colossoma macropomum o pacu e altri grandi pesci gatto.
Gli esemplari più giovani sono spesso venduti come pesci d'acquario nonostante le grandi dimensioni che raggiungono con l'età. In un acquario dove sono ben nutriti, questi pesci possono crescere molto rapidamente e richiedono vasche di almeno 10 000 litri (2 600 US gal) quando sono completamente adulti. È consigliabile utilizzare un'alimentazione settimanale per questo pesce gatto, in quanto la sovralimentazione è una delle cause più comuni di morte per questa specie. Si nutre abbondantemente di pesci vivi e/o morti e di altri tipi di carne. Anche i giovani lunghi pochi centimetri sono in grado di divorare molti dei pesci con cui condividono l'acquario, come i tetra, ed è consigliabile alloggiare questi pesci con altre specie di dimensioni simili. La voracità di questo pesce lo porta anche a ingoiare oggetti non commestibili che possono cadere o trovarsi nell'acquario. Sebbene questi siano spesso rigurgitati, sia la deglutizione sia il rigurgito possono rappresentare un problema per il pesce, pertanto è bene tenere oggetti ingoiabili fuori dall'acquario.
Il pesce gatto dalla coda rossa è stato ibridato con altri pesci come lo Pseudoplatystoma sp. attraverso l'uso di ormoni nel tentativo di creare un pesce commestibile, noto nel settore come pesce gatto dalla coda rossa Tiger. Questi pesci ibridi, a volte, rientrano nell'hobby dell'acquariofilia con una varietà di nomi comuni.